# 曾文杰
曾文杰（1955年—），泉州晉江池店人，高甲戲演員，工丑行，師承柯贤溪，中國國家2級演員（副高級職稱，2008年起），国家级非物质文化遗产高甲戲项目代表性传承人（2008年起）。

## 生平
1978年拜師柯，是柯師小弟子，國家1級演員赖宗卯是他的師兄。
1999年起出任晉江市高甲戲劇團團長。
2008年1月26日中華人民共和國文化部公布的第2批《國家級非物質文化遺產項目代表性傳承人名錄》，史上首度列入了高甲戲藝員，總共只有5位（泉州的赖宗卯、曾文杰、颜佩琼；廈門的纪亚福和陈炳聪），他是其中的1位。
曾到香港、澳門和海外表演高甲戲丑行藝術。

## 外部連結
- 戲說高甲戲 （页面存档备份，存于）
- YouTube上的《高甲第一丑》